# Lama (torrent)
Pour les articles homonymes, voir Lama.
le torrent Lama  est un cours d'eau de la province de Pérouse
de la région Ombrie en Italie.
Il prend sa source au mont Moricce près du hameau de Parnacciano, dans les Apennins, à une altitude de 968 m, sa longueur est de 10 km.
Il reçoit comme affluents de gauche:
- le fiume di Cantone à la frazione Renzetti.
- le fiume di Passano à la frazione il Corniolo.

Il forme avec le Rio di Valdimonte, la rivière Selci à Lama commune de San Giustino.
Il suit la route provinciale Lama-Parnacciano.

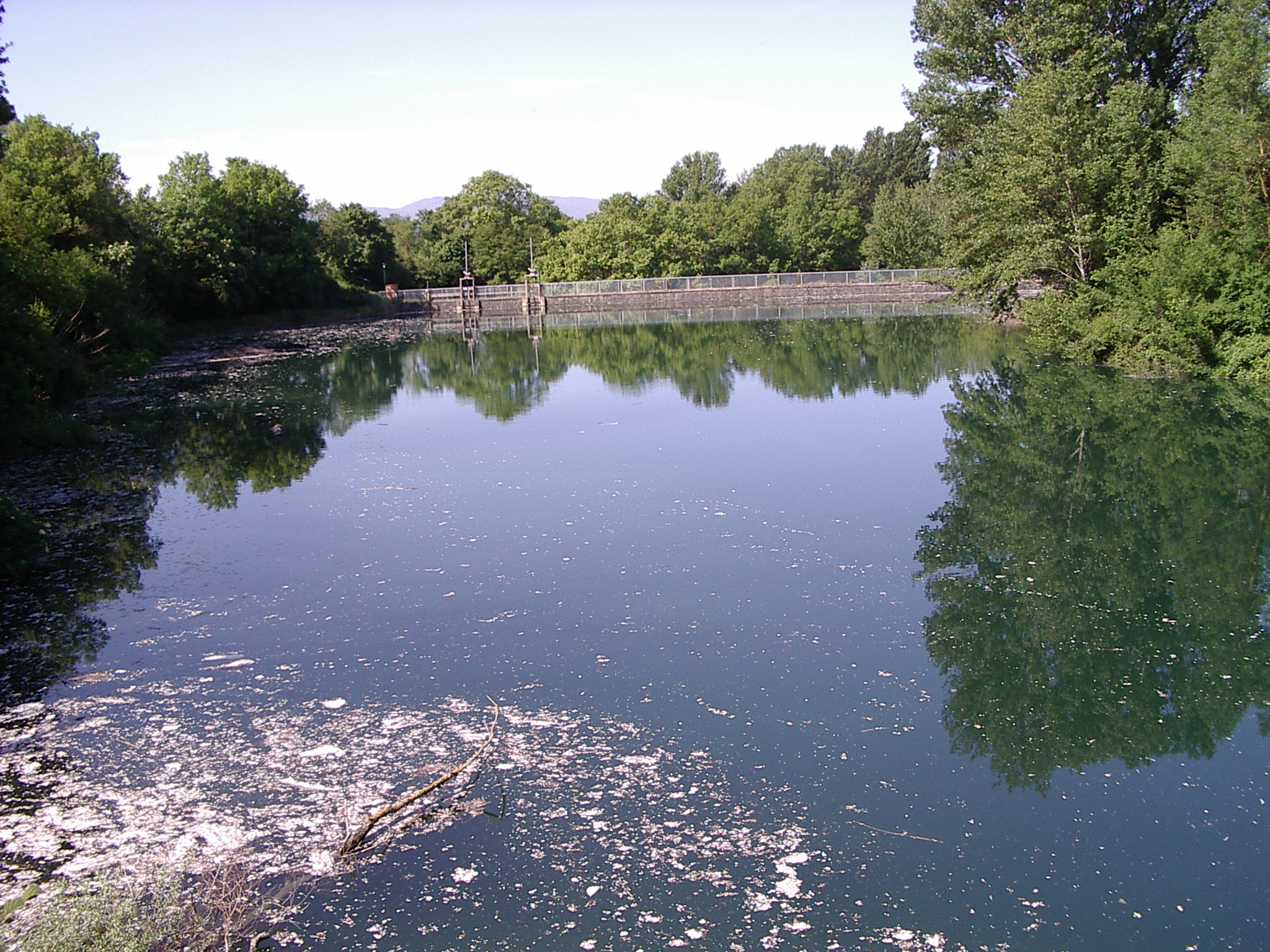
Retenue d'eau (localité Ripole)